# إعادة البناء الإدراكي
إعادة البناء الإدراكي (بالإنجليزية: Cognitive restructuring)‏ هي عملية علاجية نفسية لتعلم كيفية التعرف على الأفكار غير المنطقية أو سيئة التكيف ومناقشتها، مثل تفكير الكل أو اللاشيء (الانفصام) والتفكير السحري والتفكير العاطفي، وهي أفكار ترتبط عمومًا بالعديد من الاضطرابات الصحية العقلية. ويستعين إعادة البناء الإدراكي (CR) بالعديد من الإستراتيجيات، مثلاً الاستجواب السقراطي، وتسجيل الأفكار والتصور الموجه ويتم استخدامه في أنواع عديدة من العلاجات، بما فيها العلاج السلوكي المعرفي (CBT) والعلاج العقلي الانفعالي (RET). وأثبت عدد من الدراسات كفاءة كبيرة في استخدام العلاجات المستندة إلى إعادة البناء الإدراكي.

## نظرة عامة
يتكون إعادة البناء الإدراكي من أربع خطوات:
1. تحديد الإدراكات المنطوية على المشكلات المعروفة باسم «الأفكار التلقائية» (ATs) التي تمثل وجهات نظر هدامة أو سلبية عن الذات أو العالم أو المستقبل
2. تحديد التحريفات الإدراكية في الأفكار التلقائية
3. الجدل العقلاني للأفكار التلقائية مع الحوار السقراطي
4. تحضير رد منطقي على الأفكار التلقائية

يوجد ستة أنواع من الأفكار التلقائية:
1. أفكار التقييم الذاتي
2. الأفكار الخاصة بتقييم الآخرين
3. الأفكار التقويمية عن الشخص الآخر الذي يتفاعل معه المرء
4. الأفكار الخاصة بإستراتيجيات التوافق والخطط السلوكية
5. أفكار الاجتناب
6. أية أفكار أخرى لم يتم تصنيفها

## التطبيقات الإكلينيكية
تم استخدام إعادة البناء الإدراكي لمساعدة الأشخاص الذين يعانون من مجموعة متنوعة من الحالات النفسية، وتتضمن الكآبة, واضطرابات القلق، وهي إجمالاً  النهم العصبي  والرهاب الاجتماعي واضطراب الشخصية الحدية  وقصور الانتباه وفرط الحركة (ADHD) والقمار، وهذه بعضها فقط.
عند استخدام إعادة البناء الإدراكي في العلاج العقلي الانفعالي، ينصب التركيز على فكرتين رئيسيتين: (1) الأفكار المؤثرة على الانفعال البشري، إلى جانب السلوك و(2) المعتقدات غير المنطقية المسؤولة في الأساس عن مجموعة كبيرة من الاضطرابات. هذا بالإضافة إلى أن العلاج العقلي الانفعالي يصنّف المعتقدات غير المنطقية إلى أربعة أنواع: ضرورة قصوى وشعور سيئ جدًا وعدم القدرة على تحمل شيء ما وإدانة الذات. ويوصف بأنه إعادة التدريب الإدراكي-الانفعالي. ويسعى الأساس المنطقي المستخدم في إعادة البناء الإدراكي إلى تعزيز اعتقاد العميل بأن (1) 'الحديث الذاتي' يمكنه التأثير على الأداء و(2) خصوصًا الأفكار المحبطة للذات أو العبارات السلبية مع الذات يمكن أن تتسبب في ضائقة انفعالية وتتداخل مع الأداء، وهي عملية تتكرر ثانيةً في شكل دورة. ويتم تطبيق إستراتيجيات إصلاح المزاج في إعادة البناء الإدراكي على أمل المساهمة في إيقاف الدورة السلبية.
عند استخدام إعادة البناء الإدراكي في العلاج السلوكي المعرفي، فإنه يتحد مع التثقيف النفسي والمراقبة، وفي التجربة الحية، التعرض التخيلي والتنشيط السلوكي والمهام المنزلية لتحقيق الهدأة. ويذكر أن النهج السلوكي الإدراكي يتكون من ثلاثة أساليب أساسية: إعادة البناء الإدراكي والتدريب على مهارات التكيف وحل المشكلات.

## النقد الموجه لإعادة البناء الإدراكي
يدعي نقاد إعادة البناء الإدراكي أن عملية تحدي الأفكار الهدامة سوف «تعلم العملاء بأن يصبحوا كابتين ومتجنبين أفضل لأفكارهم غير المرغوبة» وأن إعادة البناء الإدراكي يظهر تحسنًا لحظيًا أقل؛ حيث تكون الممارسة في العالم الواقعي مطلوبة كثيرًا. وتتضمن الانتقادات الأخرى أن النهج ميكانيكي وغير شخصي، وأن العلاقة بين المعالج والعميل غير موضوعية.

## التطبيقات في العلاج
توجد العديد من الأساليب المستخدمة في إعادة البناء الإدراكي التي تتضمن غالبًا التعرف على الأفكار المشوشة وتصنيفها، مثل «تفكير الكل أو اللاشيء واستبعاد الإيجابي والترشيح العقلي والتسرع في الاستنتاج والتهويل والتفكير العاطفي وتفكير الينبغيات والشخصنة.»  وفيما يلي قائمة بالأساليب المستخدمة عمومًا في إعادة البناء الإدراكي:
- الاستجواب السقراطي
- تسجيل الأفكار
- التعرف على الأخطاء الإدراكية
- اختبار الدليل (تحليل السلبيات والإيجابيات أو تحليل المنافع والتكاليف)
- استيعاب المعنى ذاتي التحساس/التقنيات الدلالية
- تصنيف التحريفات
- القضاء على التهويل
- إعادة العزو
- الترديد الإدراكي
- التصور الموجه
- إدراج البدائل المنطقية

## وصلات خارجية
- A free Thinking Matters Facilitator Manual
- National Institute of Corrections
- An Overview of Cognitive-behavioral Group Therapy for Social Phobia
- Cognitive Restructuring - قائمة المعهد الأمريكي للإصلاح المجتمعي (ACCI) للمعتقدات الخاطئة عن العقل الإجرامي.
- Cognitive Restructuring Techniques - مثلما ابتكر ألبرت إليس وآرون بيك وآخرين.
- Cognitive restructuring worksheets - الأدوات التي يستخدمها المعالجون للمساعدة في توجيه عملية إعادة البناء الإدراكي
- more information on cbt